# 卡斯特利亚诺斯德萨帕尔迭尔
卡斯特利亚诺斯德萨帕尔迭尔，是西班牙卡斯蒂利亚-莱昂阿维拉省的一个市镇。 总面积13km2, 总人口132人（2001年），人口密度10人/km2。